# Book of Divine Worship
Het Book of Divine Worship (BDW) is een Engelstalig gebedenboek. Het is een variant op het Book of Common Prayer (BCP), het belangrijkste gebedenboek voor anglicaanse kerkgemeenschappen, aangepast voor ex-anglicanen die zich bekeerd hebben tot de Rooms-Katholieke Kerk in de Verenigde Staten.
Het BDW kwam tot stand nadat de Katholieke Kerk in 1980 de toelating verleende om binnen de Verenigde Staten katholieke parochies op te richten die aan bepaalde anglicaanse liturgische gebruiken vasthielden, zogenaamde Anglican Use of Pastoral Provision parochies. In 1983 keurde zowel de Congregatie voor de Goddelijke Eredienst en de Regeling van de Sacramenten als de Amerikaanse bisschoppenconferentie die nieuwe liturgie goed. Ze verscheen voor het eerst in boekvorm in 2003 als het Book of Divine Worship.